# Matthew Baranoski
Matthew Baranoski (né le 27 juillet 1993 à Perkasie en Pennsylvanie) est un coureur cycliste américain, spécialiste de la piste.

## Biographie
Matthew Baranowski grandit près du Centre de cyclisme Valley Preferred, en Pennsylvanie. En plus de sa carrière cycliste, Matthew Baranoski étudie l'électrotechnique à l'Université d'État de Pennsylvanie.
Il se spécialise dans les épreuves de vitesse sur piste. En 2008, il s'adjuge le titre américain en vitesse dans sa catégorie d'âge. En 2010, il est sélectionné pour disputer les mondiaux sur piste juniors. Il s'adjuge la médaille de bronze en keirin. L'année suivante, il décroche une nouvelle médaille de bronze cette fois sur le kilomètre. Depuis 2010, il collectionne les titres aux  championnats des États-Unis sur piste. En 2013, 2014 et 2012, il remporte à chaque fois les quatre disciplines du sprint (kilomètre, keirin, vitesse individuelle et par équipes).
Il compte deux podiums en keirin sur des manches de Coupe du monde.

## Palmarès

### Jeux olympiques
- Rio 2016
  - 17e du keirin

### Championnats du monde
- Saint-Quentin-en-Yvelines 2015
  - 21e du keirin
- Londres 2016
  - 23e du keirin[1] (éliminé aux repêchages)

### Coupe du monde
- 2014-2015
  - 3e du keirin à Cali
- 2015-2016
  - 3e du keirin à Cambridge

### Championnats du monde juniors
- Montichiari 2010
  -  Médaillé de bronze du keirin juniors
- Moscou 2011
  -  Médaillé de bronze du kilomètre juniors

### Championnats panaméricains
- Mexico 2013
  -  Médaillé de bronze de la vitesse par équipes

### Championnats des États-Unis
- 2008
  -  Champion des États-Unis de vitesse individuelle cadets
- 2010
  -  Champion des États-Unis du keirin
- 2012
  -  Champion des États-Unis de vitesse individuelle
  -  Champion des États-Unis du kilomètre
- 2013
  -  Champion des États-Unis de vitesse individuelle
  -  Champion des États-Unis de vitesse par équipes
  -  Champion des États-Unis du kilomètre
  -  Champion des États-Unis du keirin
- 2014
  -  Champion des États-Unis de vitesse individuelle
  -  Champion des États-Unis de vitesse par équipes
  -  Champion des États-Unis du kilomètre
  -  Champion des États-Unis du keirin
- 2015
  -  Champion des États-Unis de vitesse individuelle
  -  Champion des États-Unis de vitesse par équipes
  -  Champion des États-Unis du kilomètre
  -  Champion des États-Unis du keirin